# Belgweiler
Ne doit pas être confondu avec Bergweiler.
Belgweiler est une municipalité du Verbandsgemeinde Simmern, dans l'arrondissement de Rhin-Hunsrück, en Rhénanie-Palatinat, dans l'ouest de l'Allemagne.